# Cosmopterix euporie
Cosmopterix euporie là một loài bướm đêm thuộc họ Cosmopterigidae. Nó được tìm thấy ở Brasil (Distrito Federal).
Con trưởng thành được sưu tập vào tháng 8 và tháng 9. Cánh trước dài 3,9 mm. Loài này được đặt tên theo Euporie, một Mặt Trăng của Sao Mộc.